# Onze-Lieve-Vrouw Onbevlekt Ontvangenkerk (Susteren)
De Onze-Lieve-Vrouw Onbevlekt Ontvangenkerk is van oorsprong een door de paters Lazaristen bediende rectoraatskerk in Susteren in de Nederlandse provincie Limburg. De kerk is gelegen aan Marialaan 2.

## Geschiedenis
De aanleg van het spoorwegemplacement, dat geopend werd in 1917, bracht de komst van veel spoorwegarbeiders met zich mee. Deze woonden betrekkelijk ver van de parochiekerk in de buurtschap Heide, en de pastoor vreesde ontkerkelijking, mede doordat ook vele niet-katholieken van elders werden aangetrokken. Daartoe werden de paters Lazaristen aangetrokken en werd in 1916 een rectoraat gesticht, Mariaveld genaamd. In 1917 werd de eerste steen voor de kerk en het klooster gelegd en in 1918 was de kerk, ontworpen door Caspar Franssen, gereed.
Het rectoraat verzorgde niet alleen de spoorwegarbeiders, maar ook de zielzorg voor de brave en diepgodsdienstige eenvoudige landbouwers, die zich binnen de grenzen van het rectoraat bevonden.
De laatste Lazaristen vertrokken in 2007 uit het klooster. In 2011 werd dit verbouwd tot een hospice.

## Gebouw
Het complex bestaat uit de kerk, de pastorie, de kosterij en het klooster. De bakstenen driebeukige kerk is gebouwd in basilicastijl met neoromaanse kenmerken. De aangebouwde toren bevindt zich links van de voorgevel en wordt gedekt door een tentdak.
Het ensemble is geklasseerd als rijksmonument.